# Randall Miller
Randall Miller es un director de cine y televisión estadounidense. Entre sus películas más reconocidas destacan Houseguest de 1995, Bottle Shock de 2008 y CBGB de 2013.
En 2014, durante la producción de la película de Miller Midnight Rider, la asistente de cámara Sarah Jones fue arrollada por un tren durante el rodaje de una escena. Una investigación policial concluyó que Miller y el equipo de grabación estaban traspasando una línea ferroviaria en funcionamiento y que el tren no estaba programado. Finalmente, Miller se comprometió a declararse culpable de homicidio involuntario y cumplió un año de prisión. Miller es el primer director en recibir una sentencia de prisión debido a la muerte de un miembro del elenco o del equipo de grabación. Bajo los términos de la libertad condicional, también acordó no llevar a cabo ninguna actividad relacionada con una producción cinematográfica durante diez años.

## Filmografía

### Cine y televisión
- Thirtysomething (1990) TV, 1 episodio
- Parker Lewis Can't Lose (1990) TV, 1 episodio
- Salute Your Shorts TV, episodio piloto (1991)
- Class Act (1992)
- Northern Exposure (1992) TV, 1 episodio
- CityKids TV, 3 episodios (1993)
- Running The Halls TV, 5 episodios (1993)
- Houseguest (1995)
- The 6th Man (1997)
- H-E Double Hockey Sticks (1999)
- A Tale of Two Bunnies (2000)
- Dead Last TV, episodio piloto (2001)
- Till Dad Do Us Part (2001)
- Freakylinks (2001) TV, 1 episodio
- Jack & Jill (2001) TV, 1 episodio
- Popular (2001) TV, 1 episodio
- Marilyn Hotchkiss' Ballroom Dancing and Charm School (2005)
- Nobel Son (2007)
- Bottle Shock (2008)
- CBGB (2013)
- Savannah (2013)